# Helvetesgölen (Kulltorps socken, Småland)
Helvetesgölen är en sjö i Gnosjö kommun i Småland och ingår i Lagans huvudavrinningsområde.